# Нжде, Гарегин
Гареги́н Нжде (арм. Գարեգին Նժդեհ) настоящее имя — Гареги́н Егише́вич Тер-Арутюня́н, (арм. Գարեգին Եղիշեի Տեր-Հարությունյան; 1 января 1886 — 21 декабря 1955) — армянский политический и военный деятель.
Основоположник цехакронизма — армянской националистической идеологии.
Во время Второй мировой войны сотрудничал с нацистской Германией.
Личность Нжде остаётся предметом горячих дискуссий. В работах армянских исследователей указывается на его вклад в армянское национальное движение начала XX века. Другие исследователи подвергают критике его националистические идеи и связь с нацистской Германией.
В Армении Нжде считается национальным героем.

## Молодость
Родился в семье священника в 1886 году в селе Кузнут Нахичеванского уезда Эриванской губернии (ныне Бабекский район Азербайджана). При крещении был наречён именем Аракел.
Псевдоним «Нжде» переводится с армянского как «скиталец», «вечный странник».
Начальное образование получил в русской школе Нахичевани и продолжил учёбу в гимназии Тифлиса. В 1902 году Тер-Арутюнян поступил на юридический факультет Петербургского университета. Из университета Нжде был отчислен за связи с революционерами. В этот же период он становится членом партии Дашнакцутюн.
В 1906 году Нжде перебрался в Болгарию. Там он поступает в нелегальное военное училище, которое было создано в 1907 году по предложению одного из лидеров партии Дашнакцутюн Ростома Зорьяна. В нём более 400 армян и болгар прошли обучение военному делу и подготовку к повстанческой деятельности на территории Турецкой Армении и Македонии.
По окончании этого учебного заведения вернулся на Кавказ, где присоединился к партизанскому отряду Мурада Себастаци и вступил в ряды АРФД.
В ноябре 1907 года в качестве офицера отправился в Персию и принял активное участие в персидской революции. В августе 1908 года вернулся в Кузнут.
В сентябре 1909 года Нжде был арестован царскими властями («Дело партии Дашнакцутюн», были арестованы 163 члена партии) и помещён в тюрьму. Отсидел и был допрошен в 4-х тюрьмах: тюрьма в городе Джульфа, Нахичеванская тюрьма, Новочеркасская тюрьма, Петербургская тюрьма. В марте 1912 года он был освобождён из тюрьмы и переехал в Болгарию.

## Участие в Балканской войне

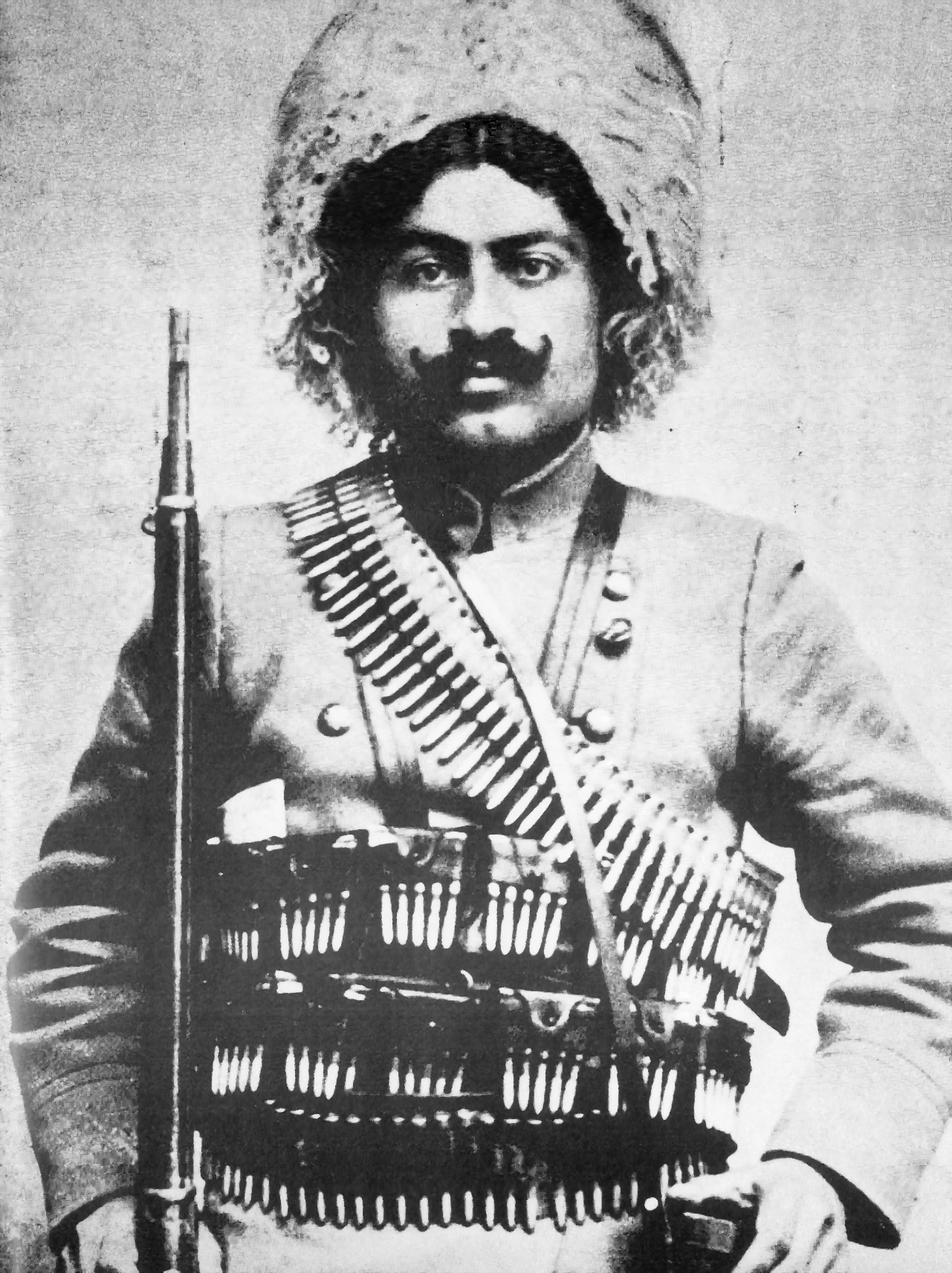
Гарегин Нжде, 1913 год

В период 1-й Балканской войны армяне, проживающие в христианских странах на Балканах, поддержали их правительства в борьбе против Османской империи. Гарегин Нжде участвовал в войне с 16 сентября 1912 года. Андранику и Нжде удалось организовать военные отряды из нескольких сотен армянских добровольцев.
20 октября 1912 года Нжде назначается[кем?] командиром Второй армянской роты. В начале ноября он сражался в Узун-Хамидире.
В ноябре 1912 года у села Мерхамли на берегу реки Марицы в Беломорье в составе 3-й болгарской бригады Нжде и его рота участвовали в разгроме турецкого корпуса генерала Явера-паши. Нжде получил болгарские (в том числе болгарский крест «За храбрость» IV степени) и греческие награды и звание «герой Балканских народов».
18 июня 1913 года Нжде был ранен.

19 июля 1913 года газета «Киевская мысль» публикует очерк своего военного корреспондента Льва Троцкого об армянской добровольческой роте, принимавшей участие в первой Балканской войне против Турции за освобождение Македонии и Фракии:
Ротой командует армянин-офицер, в форме. Его величают просто «товарищ Гарегин». Гарегин — бывший студент Петербургского университета, привлекавшийся по знаменитому «лыженскому» процессу Дашнакцутюн и оправданный после трёхлетнего заключения. Он прошёл в Софии курс военного училища и числился до войны подпоручиком запаса болгарской армии.

## Первая мировая война
Накануне Первой мировой войны Нжде, как и многие другие члены партии Дашнакцутюн, получил помилование от царского правительства и в начале октября 1914 года переехал в Тифлис. На первом этапе войны был заместителем командира 2-й армянской добровольческой дружины в составе Русской императорской армии (командиром полка был Дро), в последующем командовал отдельной армяно-езидской частью. Кроме того, Нжде в должности заместителя командира воевал в составе сводной дружины Вардана Ханасори, входившей в Араратский отряд, а позднее — в 1-м Армянском полку.
С мая 1915 года по 25 июля 1916 года Нжде участвовал в боях на территории Западной Армении, за что был награждён орденами Св. Анны 4 степени и Георгиевскими крестами 3 и 2 степеней.
В июле 1915 года получил чин поручика.
С мая 1917 года Нжде был городским комиссаром в Александрополе.

## Деятельность в Зангезуре
При отступлении в мае 1918 года армянских добровольческих вооружённых формирований из Западной Армении с ними в Закавказье вышли до 30 тысяч армянских беженцев, которым грозило истребление от наступавшей турецкой армии. Часть из них была размещена в Зангезуре — регионе со смешанным армяно-мусульманским населением, который после распада Закавказской Демократической Федеративной Республики оказался под управлением Азербайджанской Демократической Республики. Армянское население Зангезура и соседнего Карабаха отказывалось подчиняться властям Азербайджана, требуя, чтобы эти территории были присоединены к Армении. Правительство самой Армении при этом было неспособно оказывать им сколько-нибудь существенную помощь. Местным армянским ополчением руководили ветераны Первой мировой войны — генерал Андраник, Дро, Гарегин Нжде и другие.
В сентябре 1919 года после вывода британских войск из Закавказья Гарегин Нжде был назначен руководителем обороны Капанского района.
В апреле 1920 года после ввода на территорию Азербайджанской Демократической Республики 11-й Армии РККА в Баку была провозглашена Азербайджанская Советская Социалистическая Республика. 10 августа между Демократической Республикой Армения и РСФСР было заключено соглашение, по которому в спорные области (Карабах, Зангезур и Нахичевань) до мирного урегулирования территориальных споров между Арменией и Азербайджаном вводились советские войска. После подписания соглашения командовавший армянскими войсками в Зангезуре Драстамат Канаян (Дро) покинул Зангезур, но его помощники — командующий Кафанским районом Гарегин Нжде и командующий Сисианским районом Погос Тер-Давтян — отказались признавать соглашение, опасаясь, что Зангезур будет отдан Советскому Азербайджану.
Нжде, впрочем, столкнулся с серьёзной проблемой: многие местные жители расценивали приход Красной Армии как восстановление российского правопорядка после нескольких лет политических смут. Армянские большевики убеждали местное население в том, что Красная Армия входит на территорию Зангезура для прекращения бессмысленного межнационального кровопролития, и призывали население не поддерживать «бандита Нжде».
25 августа Нжде был провозглашён спарапетом (этот титул исторически носил главнокомандующий армянской армии).
К 6 сентября 84-я бригада Красной Армии, наступавшая двумя колоннами, заняла населённые пункты Арцваник, Чапни, Еркенац, Севакар, Барабатум, Верхний и Нижний Хотанан, Хорастан, Шрвенанц, Араджадзор и Норашеник. Контролируя стратегические высоты Инджабель и Гегвадзов, советские войска вынудили Нжде отступить к Хуступу. В Капане была провозглашена советская власть, а председателем районного ревкома был назначен Баграт Арутюнян. После потери Капана под контролем Нжде остался район Гендеваз — Аревик вокруг Мегри. Не имея возможности вести открытые бои с Красной Армией ввиду значительного численного превосходства последней, Нжде прибегал к ночным нападениям.
Уже в конце сентября Нжде послал своих доверенных людей для агитации в тылу Красной Армии, организации подпольных операций, а также саботажа и разведки. Ежедневные реквизиции продовольствия и скота, аресты жителей, а также противоречивые действия местных ревкомов привели к быстрому разочарованию крестьян в советской власти. Присутствие же в рядах Красной Армии азербайджанцев и других мусульман усугубило недовольство. 10 октября в Зангезуре вспыхнуло восстание, которое возглавил Нжде (Погос Тер-Давтян был убит в одном из боёв). Уже через 10 дней части Красной Армии бежали за пределы Зангезура. 30 октября армянские силы перешли в наступление по всей линии фронта и продвинулись до Герусов. К 20 ноября Нжде окончательно занял несколько раз переходивший из рук в руки населённый пункт Яйджи. По данным Нжде, в результате внезапного восстания им было взято в плен два пехотных и один кавалерийский полк общей численностью 400 человек, 200 лошадей, 16 пулемётов, одна полевая кухня с припасами и военный архив. Согласно материалам уголовного дела Нжде, которое велось в 1947 году, около четырёхсот пленных турецких красноармейцев вместе с русскими красноармейцами и армянами, поддерживавшими советскую власть, были казнены недалеко от села Татев.
Нжде взял под свой контроль Зангезур, изгнав оттуда остатки азербайджанского населения и добившись, по выражению Клода Мутафяна, «реарменизации» региона. После вытеснения частей Красной Армии из высокогорных районов Зангезура территорией управлял местный административный совет «Автономного Сюника», в последующем преобразованный в правительство «Горной Армении». Согласно декларации от 1 мая 1921 года правительства «Горной Армении», Нжде был назначен президентом и министром иностранных дел.
После того как Ленин подверг критике первый Ревком Армении, для подавления восстания в Зангезуре были направлены опытные кадры во главе с Александром Мясниковым. В боевых действиях принимали участие две группы войск — Эриванская и Карабахская. Эриванская группа войск, состоявшая из 2,3 и 4 армянских стрелковых полков, армянского кавполка и кавполка 20-й дивизии, а также ряда полевых и горных артиллерийских батарей, двигалась по нескольким направлениям — Мегри-Кормолиновка, Арпа, Кешишкенд, Нахичевань и Бичанак-Базарчай. Руководил этой группой Михаил Великанов. Карабахская, имевшая в своём составе 82-ю стрелковую и 124-ю отдельную бригаду, а также 188-й кавполк с 7 самолётами и артиллерией, наступала из Карабаха по направлению Герусов.
Ожесточённые боевые действия продолжались в период с 20 июня по 15 июля 1921 года. В результате наступления Красной Армии вооруженные формирования, возглавляемые Нжде, начали отход. 29 июня было занято Бичанакское ущелье, имевшее стратегическое значение для передвижения войск из Нахичевани-Базарчая, а также Ангехакот и Мазра, затем 30 июня Каракилиса, 2 июля Герусы, 4 июля Татев, 7 июля Катарские рудники, а 13 июля Мегри. Нжде вместе с некоторыми своими сторонниками 12 июля 1921 года, перейдя реку Аракс, скрылся в Иране.

## Эмиграция

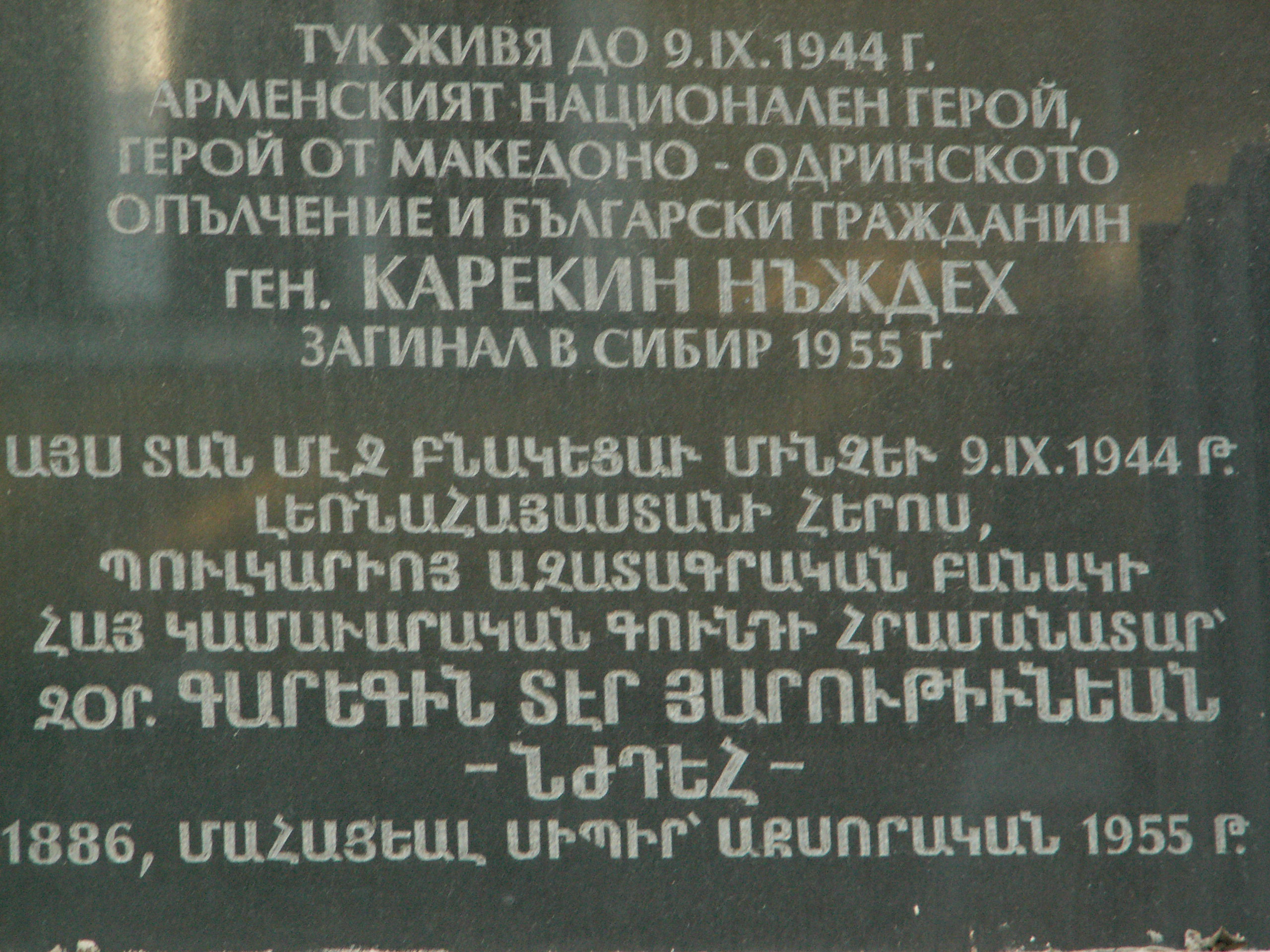
Памятная доска на доме Нжде в Софии, где он был арестован в 1944 г. Дата ареста и место смерти указаны ошибочно.

В Персии Нжде на некоторое время остановился в селе Мужамбар, а в августе 1921 года он перебрался в Тебриз.
К тому времени против Гарегина Нжде была начата пропагандистская кампания, в которой принимали участие члены объединённого правительства Республики Армения и Республики Горная Армения, которых Нжде неоднократно публично критиковал (вице-премьер Аршак Ованесян, министр по снабжению продовольствием Г. Тер-Акопян, Епрем Саргсян и др.).
По инициативе председателя объединённого правительства Республики Армения и Республики Горная Армения Симона Врацяна от 19 июля 1921 года Высшей судебной инстанцией АРФД против Гарегина Нжде было возбуждено судебное дело. Ему было предъявлено обвинение в «споспешествовании падению Республики Горная Армения». Нжде дал суду и Центральному комитету АРФД Атрпатакана свою версию относительно причин падения Республики Горная Армения. 4 сентября 1921 года Нжде был допрошен в ходе судебного заседания; 29 сентября партийный суд постановил: «Исключить Нжде из рядов партии Дашнакцутюн и вынести его дело на рассмотрение предстоящего 10-го съезда партии». Проведённый в Вене в апреле-мае 1923 года партийный конгресс, а затем и 10-й съезд (17 ноября 1924 года — 17 января 1925 года) восстановили Нжде в рядах партии.
С 1922 по 1944 годы Нжде проживал в Софии (Болгария), был членом Балканского комитета АРФД.
Нжде летом 1913 года в Софии обручился, а в 1935 году — женился на Эпиме Сукиасян. Весной 1945 года его жену и сына сослали в болгарский город Павликени, где 24 февраля 1958 года Сукиасян скончалась от туберкулёза. Сын, Сукиас-Вреж Тер-Арутюнян после демобилизации из армии в 1960 году поселился в Софии.

### Создание Цегакрона
В 1933 году Нжде участвовал на 12-м Собрании Армянской Революционной Федерации, на котором присутствовали почти все известные армянские деятели в эмиграции. Нжде там представлял армянских эмигрантов Болгарии. Он внёс несколько предложений для организации армян в эмиграции с целью борьбы против Турции и большевиков. Основной задачей он считал организацию армянской молодёжи и с этой целью летом 1933 года поехал в США.

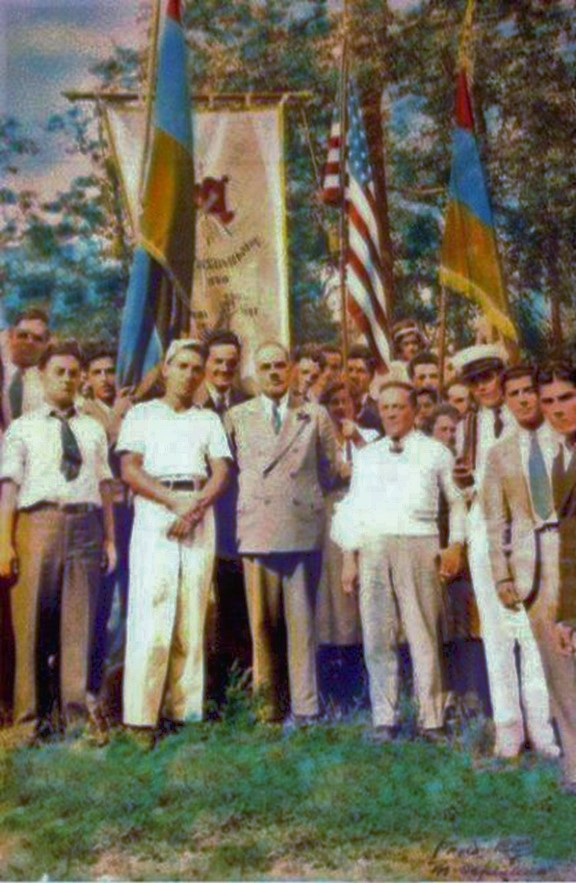
Гарегин Нжде c членами «Цегакрон» (США, Бостон, 1933 год)

В рамках Дашнакцутюна Гарегином Нжде в том же году была создана молодёжная организация — группа «Цегакрон», характеризуемая политологом Волкером Якоби как «прото-фашистская», позже переименованная в «Армянскую молодёжную организацию». В США, в местах компактного проживания армян, им были созданы Клятвенные Союзы (Цегакрон Ухтер). В Болгарии, Германии, Румынии, в Греции и во Франции были открыты филиалы организации. При создании Цегакрона Нжде был в основном вдохновлён преобладающими в 1930-х годах расистскими теориями и идеологиями.

Название «Цегакрон» происходит от слов «род» и «религия». Противники дашнаков считают это «родовым поклонением» с чёткой коннотацией фашизма, сторонники переводят как «преданные роду», «последователи рода», «родовая вера». Его основной идеей было создать у североамериканской молодёжи связь с понятием национальной идентичности. Основная мысль заключалась в том, что прежде всего следует рассматривать нацию. Нжде пропагандировал «родовой патриотизм» как «естественную и логичную реакцию против чуждой среды, которая угрожает самому существованию нашего рода». Стиль и лозунги его движения вторили фашистским движениям Европы. В униформе использовались два из трёх цветов триколора Первой Республики Армения (являющегося флагом и современной Армении) — синие рубашки и оранжевые платки. По словам Нжде, «отрицание флага означает отрицание нашей идентичности. Мы не можем быть нейтральными в этом вопросе. Ибо, если мы останемся нейтральными, то что станет с идентичностью армян за пределами родины». По мнению Томаса де Ваала, Нжде имел подлинно фашистский уклон, создавая эту организацию. В Софии в 1935 году Нжде опубликовал работу «Американское армянство — Род и его отребье», а также значительное количество статей, в одной из которых писал: 
Если по сей день наш народ получает лишь удары и трагически неспособен дать отпор — причина в том, что он не живет как род… Цегакронство — вот панацея, без которой армяне останутся политически самой обездоленной частью человечества.
Этим Нжде было положено начало теории «арменизма». Девиз организации — «Армению — армянам», а цель — «Воспитать родопочитающее поколение, представители которого жили и действовали бы как подданные и воины своего рода, где бы они ни были и какое бы социальное положение ни занимали».
Печатным органом Цегакрона становится эмигрантская газета «Размик», которая начала издаваться Нжде вместе с Айком Асатряном в 1937 году.
Нжде противопоставил Цегакрон партии Дашнакцутюн, политика которой, по его мнению, была нерешительной. Начиная с середины 1935 года начинается обострение отношений между Цегакроном и Дашнакцутюном. По мнению лидеров Дашнакцутюна, Цегакрон являлся молодёжным крылом партии, что позволяло не считаться с его руководством. Обострение отношений имело место также между Нжде и руководителем Бюро АРФ Рубеном Тер-Минасяном. По мнению Тер-Минасяна, созданная Нжде организация опасна для армянства и может привести к расколу партии изнутри.
Согласно мнению многих исследователей, когда, по мнению Дашнакцутюна, взгляды Нжде стали экстремистскими, фашистскими и расистскими, он был исключён из партии. Это произошло в 1938 году на 13-м Собрании Дашнакцутюна. Позже со стороны Дашнакцутюна предпринимались попытки вернуть Нжде, как, например, в 1939 году, когда генерал Дро пытался убедить его вернуться и подчинить Цегакрон Дашнакцутюну, но Нжде отказался, при этом заявив о намерении сотрудничества с партией с целью решения общеармянских проблем.
Нжде содействовал Айку Асатряну при создании в конце 1937 года идеологии эмигрантской организации «Таронаканутюн» (Таронство), основывавшейся на идеях национализма, а также поддерживавшей и развивающей идеи арийского происхождения армян. Официальным печатным изданием организации являлся еженедельник «Таронский Орел» («Тарони Арцив»). По своей идеологии это движение мало чем отличалось от Цегакрона.
В начале Второй мировой войны началось формирование полувоенных разведывательно-диверсионных групп из членов Цегакрона и «Таронаканутюна», предварительно прошедших военно-психологическую подготовку. Позже их обучали в лагерях Абвера под руководством Нжде с целью переброски в дальнейшем на территорию Кавказа и Турции.

### Период Второй мировой войны
Возвратившись в Болгарию, Нжде наладил связи с Берлином, имея целью убедить нацистов напасть на Турцию, а в начале 1940-х годов участвовал в создании армянских военизированных частей в составе Вермахта, прошедших обучение под руководством инструкторов СС.

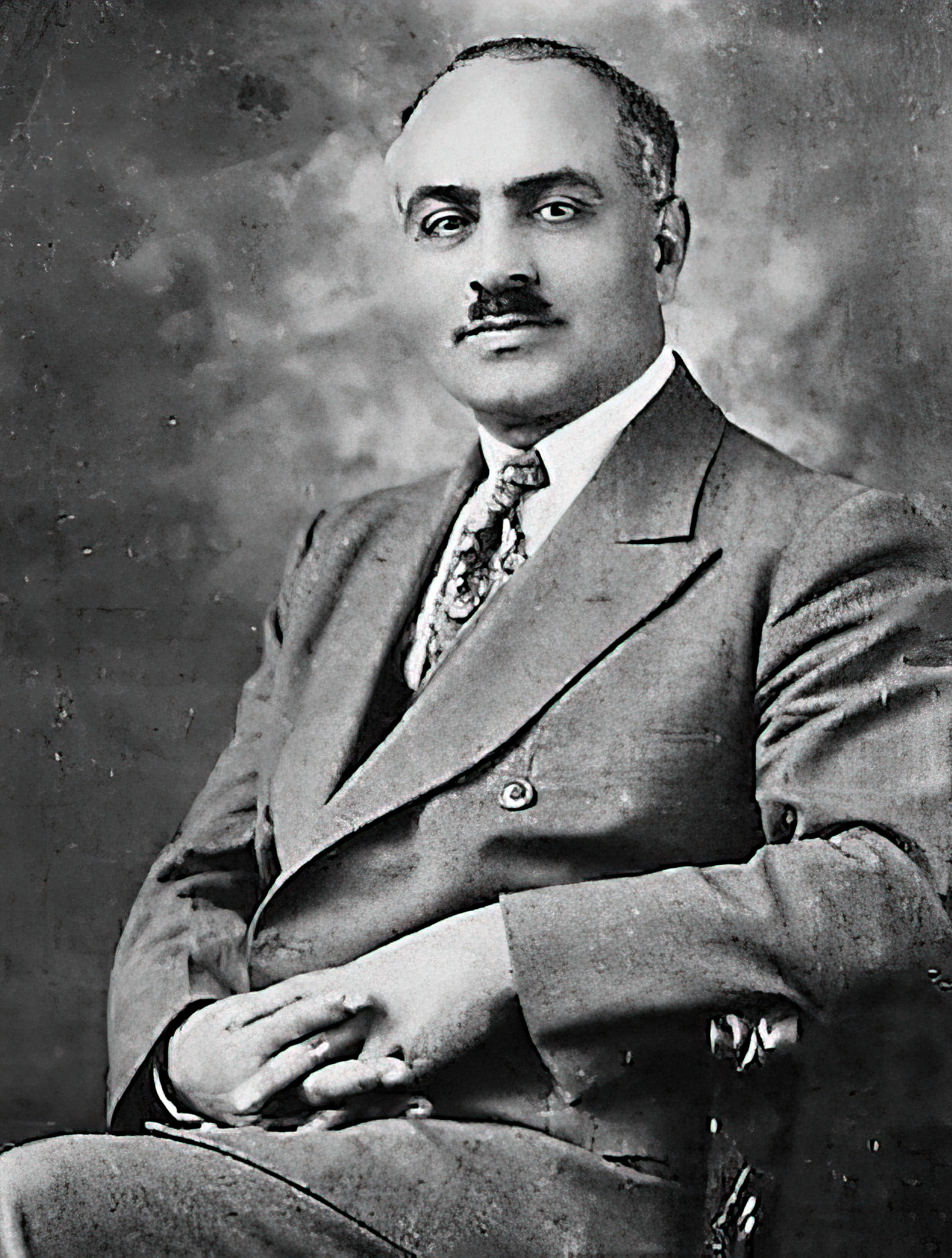
Гарегин Нжде в 1940 году

В начале Второй мировой войны Гарегин Нжде стал сотрудничать с властями Германии, преследуя цель в случае захвата немцами Закавказья предотвратить возможное вторжение Турции в Советскую Армению и по возможности, при помощи Германии, восстановить независимость Армении. При этом, в период действия германо-советского договора о ненападении, Нжде также пытался установить отношения с советским посольством. Позже, находясь в советской тюрьме, он писал: «Мои попытки установить связь с советским посольством в Софии были продиктованы моим единственным желанием расширить границы Советской Армении. Для этого я хотел целиком предоставить самого себя в распоряжение командования… С самого первого дня войны я предоставил себя в распоряжение командования военного министерства Болгарии, предложив использовать мои возможности в случае войны против Турции».
В 1942 году по инициативе нацистской военной администрации в Берлине был создан Армянский национальный совет (Armenisches Nationales Gremium), во главе с профессором Берлинского университета Арташесом Абегяном. Для участия в работе Совета Абегян пригласил Гарегина Нжде. В декабре 1942 Нжде стал одним из семи членов Армянского национального совета и заместителем редактора газеты Национального совета «Азат Айастан» («Свободная Армения», главный редактор — Абрам Гюльханданян).
Согласно документам ЦРУ, рассекреченным в соответствии с законом о раскрытии нацистских военных преступлений, 1 сентября 1945 года в армянском еженедельнике Armenian Mirror-Spectator был опубликован перевод оригинального немецкого документа, из которого следовало, что Армянский национальный совет, в который входили дашнакские лидеры — председатель Арташес Абегян, заместитель Абрам Фулханданян, Арутюн Багдасарян, Давид Давидханян, Гарегин Нжде, Ваган Папазян, Дро Канаян и Дертовмасян, — в своё время обращался к нацистскому министру восточных оккупированных территорий Альфреду Розенбергу с предложением о создании германской колонии на территории советской Армении. Нжде также упоминается среди прочих в рассекреченном документе о сотрудничестве СД и Абвера с армянской национальной партией.
Нжде и генерал Дро агитировали советских военнопленных-армян с целью набора добровольцев в так называемый Армянский легион вермахта, подразделения которого были задействованы в боях на Северном Кавказе, а позднее — на Западном фронте. 
В «ориентировке Второго управления НКГБ СССР об антисоветской деятельности армянской националистической эмиграции и о созданной германской разведкой зондеркоманде „Дромедар“» под № 1459 от 5 июня 1943 года говорится: «Так, в Болгарии была создана армянская националистическая партия, наподобие гитлеровской, которую возглавил бывший поручик болгарской службы дашнак Нжде Гарегин».
По данным энциклопедии «Великая Отечественная война 1941—1945 годов», на территории Болгарии в период войны Нжде завербовал более 30 агентов армянского происхождения. Он участвовал в их диверсионной подготовке, а также в переброске в тыл Советской армии с целью ведения подрывной деятельности.
В то же время сам Нжде, обращаясь в своем письме к Сталину, пишет о мотивации начала переговоров с немцами для предотвращения «политики ненависти к армянам», изданной Герингом в 1941 году. В нём же, разъясняет, что не позволял армянским солдатам воевать на восточном фронте.
То обстоятельство, что в целях защиты армян в Болгарии мы обратились (не только я, но и болгарские деятели культуры) к германскому послу в Софии, само доказывает, насколько серьезна была грозившая армянам опасность. Будучи свидетелем антиеврейских гонений, я не мог оставаться безразличным к опасности, грозившей армянам на Балканах. Приказ Геринга от 1941г. германским войскам «учитывать вражду армян» неоднократно упоминается также и в литературных органах Советской Армении (журнал «Советская литература и искусство», N5 1945г.).Гарегин Нжде, Документ №1. Письмо Нжде Сталину

## Арест и тюремное заключение
При приближении советских войск к Софии Нжде отказался покинуть Болгарию; свой поступок он мотивировал тем, что не желал подставлять под удар свою организацию и к тому же надеялся на то, что СССР вскоре объявит войну Турции, и Нжде сможет принять в этой войне непосредственное участие. После вступления советских войск он написал письмо с этим предложением главнокомандующему советскими войсками в Болгарии генералу Фёдору Толбухину. В ожидании неминуемого ареста Нжде с горечью писал: «Знакомые, друзья, родственники — никто не откроет такому дверь, даже если он с крестом назаретянина на спине и в терновом венке на окровавленном челе будет искать у них прибежища. Забыли, все забыли, что только благодаря моим усилиям их не постигла участь евреев, и четыре года они все только богатели и богатели. Те, кто ещё вчера искали твоего взгляда и приветствия, сегодня бегут от одного твоего имени, даже от твоей тени… Красные ждут меня: во сто крат низок тот, кто при всех обстоятельствах предпочитает смерти жизнь. Пускай свершится неизбежное! Сегодня я связан с жизнью лишь в той степени, в которой я чувствую себя обязанным служить Армении».
10 октября 1944 года Нжде был арестован болгарской полицией «по обвинению в связи с немецкими разведывательными органами» и передан советской контрразведке СМЕРШ. 31 октября было подписано постановление на арест на следующих основаниях: "Тер-Арутюнян, являясь одним из руководителей армянской партии «Дашнакцутюн» и генералом дашнакской армии, в 1921 г. из России эмигрировал за границу. Проживая в Болгарии Тер-Арутюнян как лидер указанной выше партии, проводил враждебную деятельность против Советского Союза. В 1941 г. Тер-Арутюнян установил связь с германской разведкой, по заданию последней на Балканах среди националистов вербовал новую агентуру, которую направлял в диверсионные школы германской разведки. Кроме того, Тер-Арутюнян германской разведкой был введён в Берлине в так называемый «Армянский комитет», организованный немцами, и как член этого комитета вёл среди армян, проживающих за границей, враждебную Советскому Союзу деятельность. ". Гарегин Нжде был выявлен и арестован контрразведчиками как часть агентурного дела абвергруппы-114 («Дромедар»). Арест Нжде предваряло задержание болгарской полицией, основанием для которого являлось обвинение о связях с немецкой разведкой. Сотрудниками СМЕРШ были задержаны 17 из 30 подготовленных им диверсантов, что предотвратило совершение диверсионно-террористических актов. Остальные были объявлены в розыск.
12 октября был арестован СМЕРШ и направлен в Москву, во внутреннюю тюрьму МГБ на Лубянке, откуда в 1946 году был переведён в Ереванскую тюрьму. Нжде был обвинён в контрреволюционной деятельности, прежде всего в участии в «антисоветском» восстании в Зангезуре и массовых убийствах коммунистов во время этого восстания (это обвинение его крайне возмущало, так как ещё в 1921 году зангезурским повстанцам была объявлена амнистия). К нему применяли пытки бессонницей, но не физическое воздействие. Главным пунктом обвинения был «расстрел в Татеве», ставший уже важной частью советской антидашнакской пропаганды — утверждалось, что после занятия Гориса Нжде расстрелял, а частью живыми сбросил с Татевской скалы до 500 пленных коммунистов и красноармейцев. Сам Нжде отрицал обвинения в убийствах коммунистов, утверждая, что расстреляны были пленные турки из отряда Завал-паши, переодетые в красноармейскую форму, притом без его ведома, по инициативе местного населения.
16 декабря 1947 года в тюрьме Нжде написал письмо Сталину, где он подробно объясняет, что его действия всегда были направлены против Турции, а сопротивление советской армии в Зангезуре было организовано в контексте того, что советское правительство в то время сотрудничало с Турцией․
Поскольку в 1947 году в СССР была отменена смертная казнь, 24 апреля 1948 года Нжде был приговорён к максимальному наказанию — 25 годам тюремного заключения. Был направлен во Владимирскую тюрьму.
В марте 1952 года Гарегина Нжде второй раз привезли в Ереван. Летом 1953 года, перед тем как перевести Нжде во Владимирскую тюрьму, по распоряжению министра госбезопасности Армянской ССР Гарегина Нжде повезли на автомашине показывать Ереван, возведённые постройки, различные достопримечательности.
В разные периоды Нжде был заключён в московские тюрьмы: Бутырку, Лефортово, Красную Пресню; при переводе из Еревана во Владимирскую тюрьму на короткое время оставался в тюрьмах Баку, Саратова, Куйбышева, Ростова, до смерти Нжде продержали в течение года в тюрьме и больнице в Ташкенте (лето 1953 — сентябрь 1955).
От множества болезней (туберкулёз, гипертония) в 1954 году здоровье Гарегина Нжде ухудшилось до такой степени, что руководство тюремной больницы приняло решение о его досрочном освобождении из тюрьмы, но Нжде не был освобождён.
В сентябре 1955 года его вновь отправили во Владимирскую тюрьму, где он умер 21 декабря того же года.

## Могила Нжде

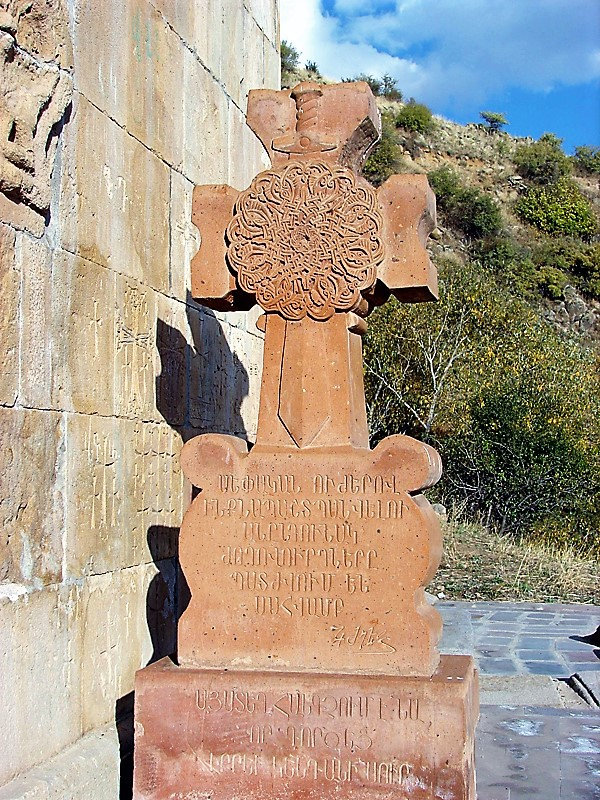
Могила Гарегина Нжде

Брату, Левону Тер-Арутюняну, было отказано в захоронении Нжде в Армении, а из личных вещей были выданы только одежда и часы. Нжде был похоронен на Князь-Владимирском кладбище рядом с Владимирским централом, на огороженной могиле была поставлена табличка: Тер-Арутюнян Гарегин Егишеевич (1886—1955). В августе 1983 года прах Гарегина Нжде был перевезён в Армению супругом внучки Нжде Павлом Ананяном (по предложению Гургена Армаганяна).
7 октября 1983 года часть останков (первый шейный позвонок) с помощью гориссца Андраника Карапетяна была захоронена на склоне горы Хуступ в Сюнике.
8 мая 1987 года усилиями Рафаэла Амбарцумяна прах был тайно захоронен в Вайке во дворе древней церкви Спитакаворе (до того прах хранился у разных людей).
В апреле 2005 года две части останков захороненного в Спитакаворе Гарегина Нжде (правая рука и две косточки) были взяты и 26 апреля захоронены при построенном в Капане мемориале-памятнике (с ведома правительства Республики Армения).

## Память
В современной Армении существует масштабный культ Нжде. Труды Нжде неоднократно переиздавались в Армении, чему также способствует националистическая идеология бывшей правящей Республиканской партии. В память о нём чеканятся монеты, снимаются документальные и художественные фильмы. Именем Гарегина Нжде в Ереване названа площадь и станция метро. Одной из наград Вооружённых сил Армении является медаль «Гарегин Нжде».
28 января 2013 года в Ереване в кинотеатре «Москва» прошла премьера фильма «Гарегин Нжде» (режиссёр Грач Кешинян). Фильм был посвящён 21-й годовщине создания армянской армии. Съёмки проходили в Армении и Европе. В фильме снялись российские актёры Чулпан Хаматова и Михаил Ефремов.
В 2016 году в Ереване Гарегину Нжде был открыт бронзовый памятник высотой 5,7 м, на пандусе у подножия памятника выгравированы высказывания Нжде. В церемонии принимал участие президент Армении Серж Саргсян.
В июле 2020 года военный телевизионный канал министерства обороны Болгарии снял фильм, посвящённый Гарегину Нжде, который был назван в честь его прозвища «Скиталец».
В 2014 году вышла книга С. Петросяна "Странник", посвященная Гарегину Нжде.

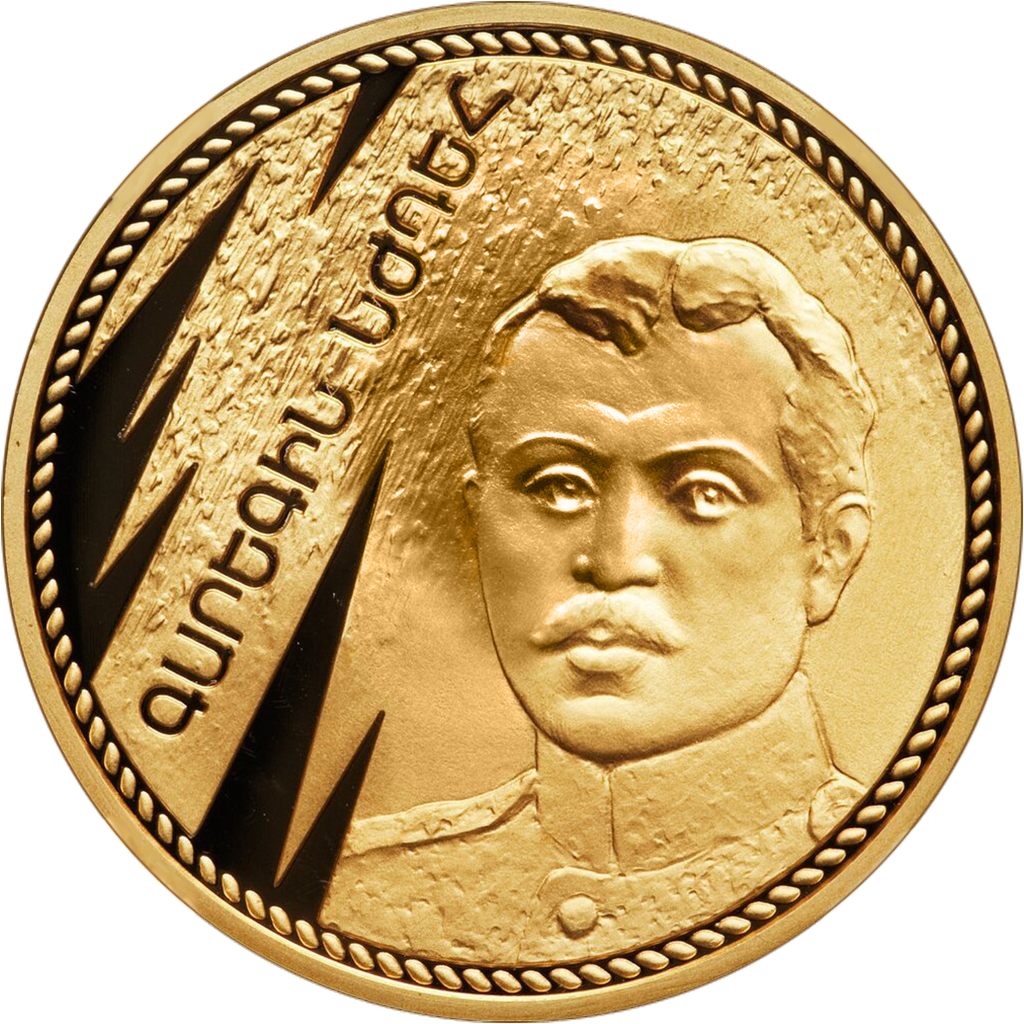
Памятная монета Армении 2001 года «Гарегин Нжде» — 100 драм — серебро 925 с позолотой
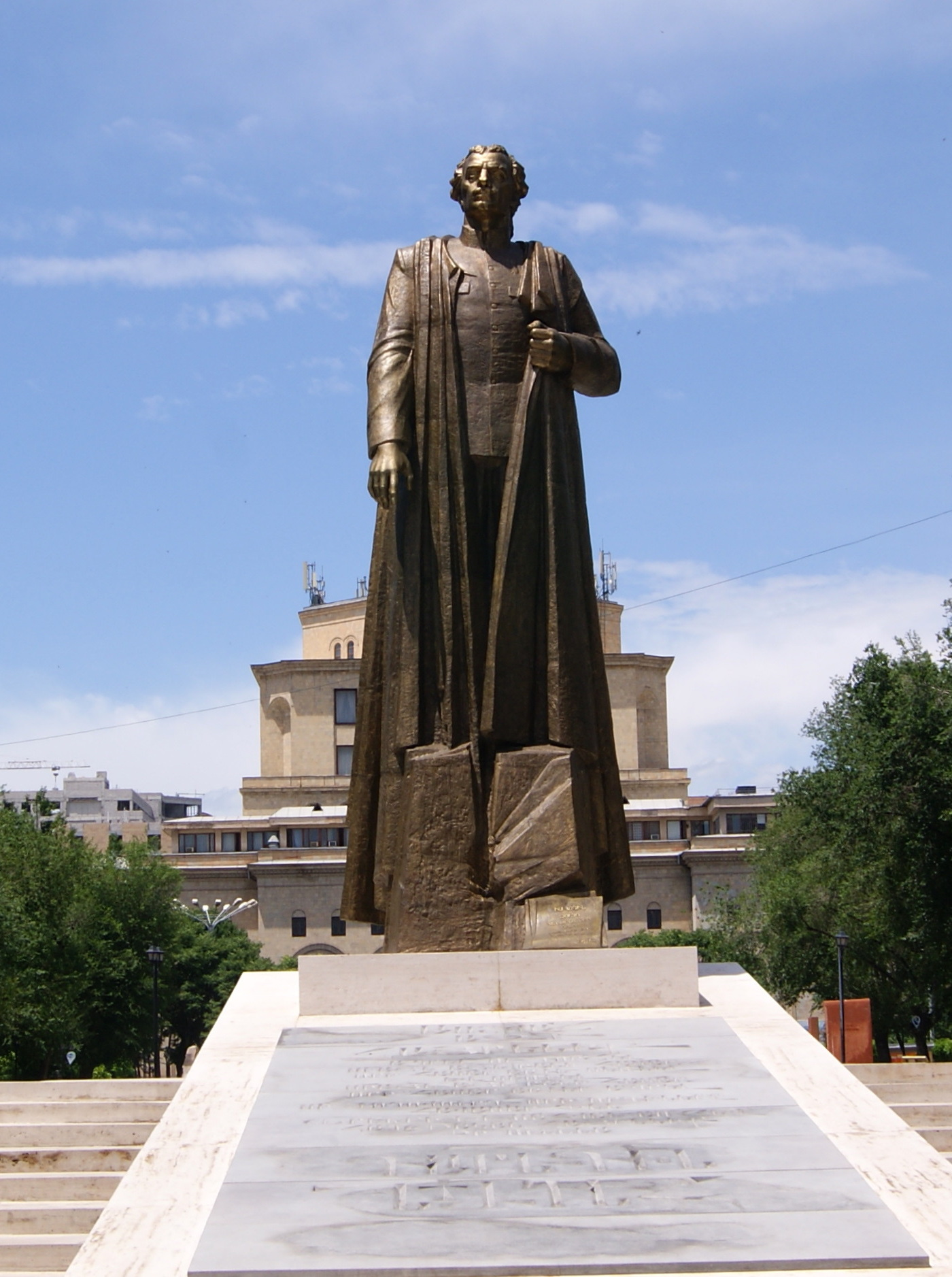
Памятник Нжде в центре Еревана
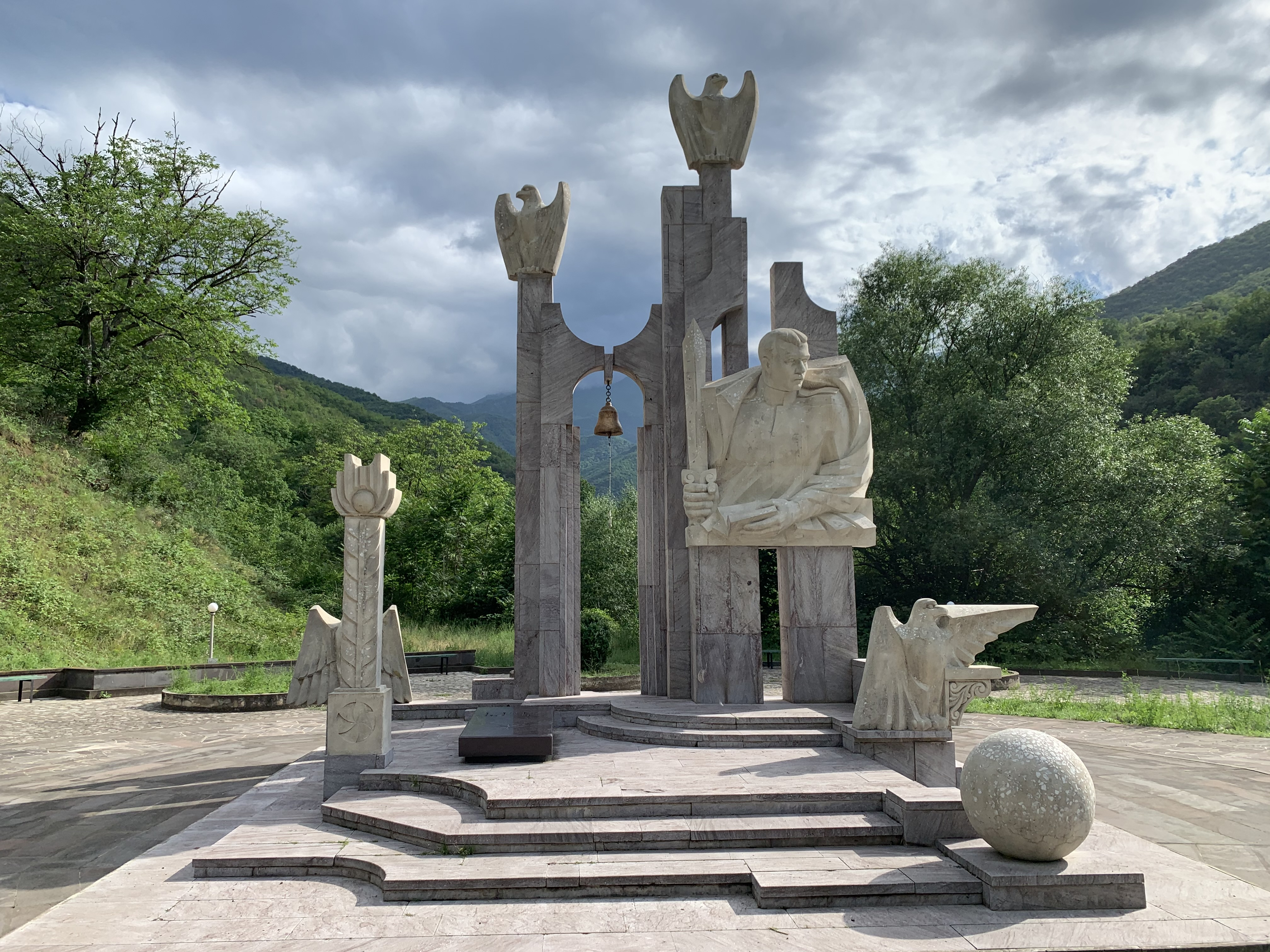
Монумент в Капане
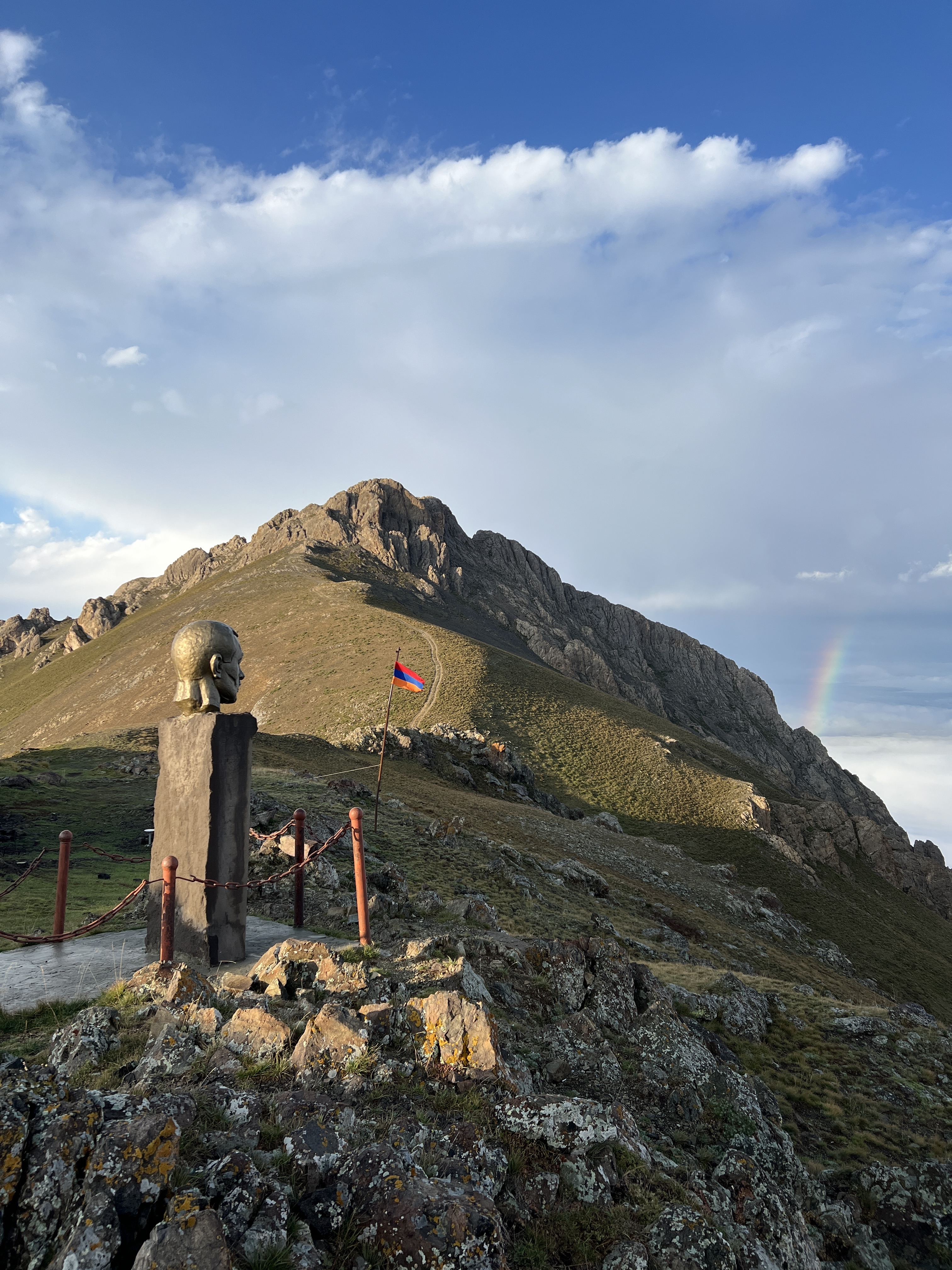
Монумент на вершине горы Хуступ

## Идеи Нжде в современной Армении
В постсоветский период в Армении Нжде считается национальным героем, его расистские взгляды преуменьшаются, а национализм одобряется. Созданной им идеологии Цегакрона придерживаются крайние националисты.

### Политические партии и общественные организации
Начиная с 1990-х годов под влиянием идей Нжде был создан ряд партий.
В июле 1991 года была создана партия «Поклонники рода Армении». Устав партии носит название «Цегакрон». Члены партии следуют идеям Нжде и пропитаны, по мнению российского этнолога Виктора Шнирельмана, «зоологическим антисемитизмом». Цель партии — создание национальной религии, которая основывалась бы на языческих верованиях. Сторонники этой партии принимали участие в Первой карабахской войне. 

В июне 1991 года была зарегистрирована «Партия цегакрона Нжде», которая придерживается сходной идеологии с партией «Поклонники рода Армении», но здесь отсутствует антисемитизм.
Республиканская партия Армении поддерживает идеологию «Цегакрона» в своей платформе. Она была создана Ашотом Навасардяном, который являлся неоязычником. Позже неоязыческий национализм партии, уделявший значительное место идеям и образам Нжде, уступил место фундаментальному национализму, где Армянская Апостольская Церковь вновь возглавила список национальных ценностей. Однако Нжде продолжает существовать как канонический герой. С целью большего информирования молодёжи о таких понятиях, как «военно-патриотический и здоровый образ жизни», партия создала свою молодёжную организацию «Цегакрон», которая начиная с 2004 года сотрудничает с Армянской Апостольской Церковью в «борьбе» против религиозных меньшинств.

### Нжде и армянское неоязычество
Корни армянского неоязычества связаны с Гарегином Нжде, который начинает пропагандировать его в 1930-х годах. В современной Армении неоязычество стало распространяться с конца 1989 года, когда ряд интеллектуалов предложил вернуться к армянской традиционной дохристианской вере.
Нжде является культовым символом в среде армянских неоязычников (см. этанизм), вокруг которого складываются неомифологические тексты и легенды. К местам его ритуальных захоронений организуются паломничества (его прах, привезённый в Армению, захоронен в трёх местах — в области Вайоцдзор в монастыре Спитакавор, частично в городе Капане, где выстроен мемориал, и на горе Хуступ). Примерно в середине июля — начале августа, начиная с 2008 года, неоязычниками организуется паломничество на гору Хуступ, чтобы провести там ночь: согласно жрецам, паломники надеются, что их посетит видение божества Ваагна, как оно посетило Нжде. На второй из могил Нжде дважды совершается обряд. Жрецы утверждают, что Нжде был пророком. Его известная фотография в военной форме ставится на плакатах, календарях неоязычников в контекст пантеона языческих божеств.

### Скандалы
В связи с открытием в 2016 году в Ереване памятника Гарегину Нжде официальный представитель МИД России Мария Захарова заявила: «Наше отношение к каким-либо формам возрождений, героизации любых проявлений нацизма, неонацизма, экстремизма, тоже все хорошо знают… Для нас непонятно, почему установлен указанный памятник, ведь мы все знаем о подвиге армянского народа, это бессмертный подвиг армянского народа времён Великой Отечественной войны, Второй мировой войны».
После этого последовала ответная реакция официальных представителей армянского правительства[кто?], которые осудили слова Захаровой. Вице-спикер Национального собрания Армении Эдуард Шармазанов отметил, что Гарегин Нжде всю жизнь боролся за свободу Армении, заметив, что «памятник Гарегину Нжде в Ереване был установлен потому, что Нжде является национальным героем армянского народа, так же как Александр Невский, Александр Суворов, маршал Кутузов, Багратион — являются национальными героями братского российского народа». Позднее Мария Захарова заявила, что её комментарии были извращены, при этом добавив, что установка памятника Нжде — внутреннее дело Армении.
В 2012 году на территории храма Успения Пресвятой Богородицы Армянской апостольской церкви в Армавире была установлена мемориальная табличка в память о Гарегине Нжде, что привело к скандалу, и в конце 2019 года мемориальная табличка была демонтирована.

## Произведения Гарегина Нжде
- «Открытые письма к армянской интеллигенции» (София, 1926 г.)[62]
- «Борьба сынов против отцов»[63] (Салоники, 1927 г.)
- «Семь заветов моим соратникам»
- «Автобиография»[64] (1944 г.)
- «Этновера»
- «Народ, исповедующий мужество-арийство»
- «Мое кредо»[65]
- «Заветы и кредо Этноверы» (1933 г.)
- «Творец нашей революции» (статья)
- «Открытое письмо Майклу Арлену»[66]
- «Цитаты». Электронная книга Архивная копия от 11 января 2022 на Wayback Machine.
- «Род наша опора»[67] (2018)